# Zarceus fallaciosus
Zarceus fallaciosus е вид насекомо от семейство Haglotettigoniidae. Видът не е застрашен от изчезване.

## Разпространение и местообитание
Разпространен е в Сейшели.
Обитава гористи местности, храсталаци, крайбрежия и плажове.